# Памятник святителю Митрофану Воронежскому (Воронеж, Первомайский сад)
Памятник святителю Митрофану Воронежскому — бронзовая скульптура, изображающая Митрофана Воронежского, выдающегося духовного просветителя России и первого епископа Воронежского. Установлена в Воронеже, в Первомайском саду, напротив Благовещенского кафедрального собора. Авторы — скульпторы И. П. Дикунов и Э. Н. Пак, архитектор В. П. Шевелёв. В создании отдельных элементов монумента принимали участие скульпторы А. И. и М. И. Дикуновы .
Святитель Митрофан был посвящён в епископа Воронежского патриархом Иоакимом в 1682 году и стал первым епископом новоучреждённой епархии. Обладая большим государственным умом и авторитетом в народе, Митрофан прославил своё имя многими благими деяниями. Был сподвижником Петра І в заботах по созданию российского военного флота. В 1832 году Митрофан Воронежский был причислен к лику святых.

## История
Идея установить памятник принадлежит митрополиту Воронежскому и Липецкому Мефодию (Немцову). Она возникла в связи с подготовокой к празднованию в 2003 году 380-летия со дня рождения и 300-летия со дня кончины Митрофана Воронежского. Отливка первого памятника состоялась на заводе имени Коминтерна.
Памятник был торжественно открыт 23 мая 2003 года в рамках празднования Дня славянской письменности и культуры. Митрополит Ювеналий (Поярков) и митрополит Мефодий (Немцов) в сослужении духовенства совершили чин освящения памятника.

## Описание
Бронзовая скульптура высотой 6 метров установлена на постаменте, облицованном чёрными гранитными плитами. Высота памятника с постаментом — 8,5 м, вес — 8 тонн.
Святитель изображён в момент благословения своей паствы. В его левой руке — посох, являющийся символом духовной власти. Над головой Митрофана — нимб, символизирующий его святость. Фигуру святителя окружают четыре ангела, установленных на бронзовых шарах. В руке одного из ангелов — раскрытая книга, напоминающая о большой роли святителя в просвещении народа. Другой ангел держит кораблик, символизирующий участие Митрофана в деяниях по созданию русского военного флота. В руках третьего ангела — макет Петропавловской крепости. Это знак того, что святитель благословил Петра І на строительство Санкт-Петербурга. Ещё один ангел держит копьё — символ борьбы добра со злом.
На всех сторонах постамента укреплены бронзовые доски. На доске, находящейся на лицевой грани, помещён православный крест и начертано: «Святителю Митрофану, первому епископу Воронежскому». Тыльная сторона постамента украшена доской с надписью: «Воздвигнут в память 300-летия преставления святителя Митрофана попечением высокопреосвященнейшего Мефодия, митрополита Воронежского и Липецкого, в год от Рождества Христова 2003». На правой стороне постамента — барельеф, который изображает момент благословения святителем Петра І на строительство военного флота. На левой стороне — барельеф, изображающий освящение Митрофаном военного корабля.